# Jim McGovern

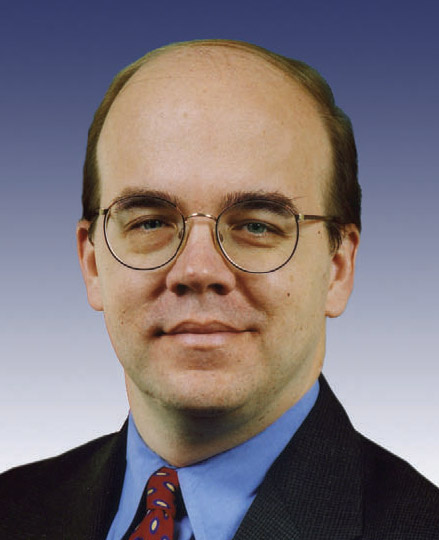
Jim McGovern

James P. "Jim" McGovern, född 20 november 1959 i Worcester, Massachusetts, är en amerikansk demokratisk politiker. Han representerar delstaten Massachusetts tredje distrikt i USA:s representanthus sedan 1997.
McGovern studerade vid American University i Washington, D.C. Han avlade 1981 sin grundexamen och 1984 sin master. Under studietiden var han medarbetare åt senator George McGovern. Han var kampanjchef i George McGoverns presidentvalskampanj i demokraternas primärval inför presidentvalet i USA 1984. George McGovern förlorade den gången nomineringen mot Walter Mondale.
Jim McGovern var sedan medarbetare åt kongressledamoten Joe Moakley. Han blev själv invald i representanthuset i kongressvalet 1996. Han har omvalts sex gånger.
McGovern är katolik. Han och hustrun Lisa har två barn.